# André Luiz Rodrigues Lopes
André Luiz Rodrigues Lopes (sinh ngày 15 tháng 2 năm 1985) là một cầu thủ bóng đá người Brasil.

## Sự nghiệp câu lạc bộ
André Luiz Rodrigues Lopes đã từng chơi cho Tokushima Vortis và Consadole Sapporo.

## Thống kê câu lạc bộ

### J.League
| Đội               | Năm       | J.League | J.League | J.League Cup | J.League Cup | Tổng cộng | Tổng cộng |
| Đội               | Năm       | Trận     | Bàn      | Trận         | Bàn          | Trận      | Bàn       |
| ----------------- | --------- | -------- | -------- | ------------ | ------------ | --------- | --------- |
| Tokushima Vortis  | 2008      | 12       | 2        | -            | -            | 12        | 2         |
| Consadole Sapporo | 2011      | 7        | 0        | -            | -            | 7         | 0         |
| Tổng cộng         | Tổng cộng | 19       | 2        | 0            | 0            | 19        | 2         |